# Schweineohr (Lebensmittel)

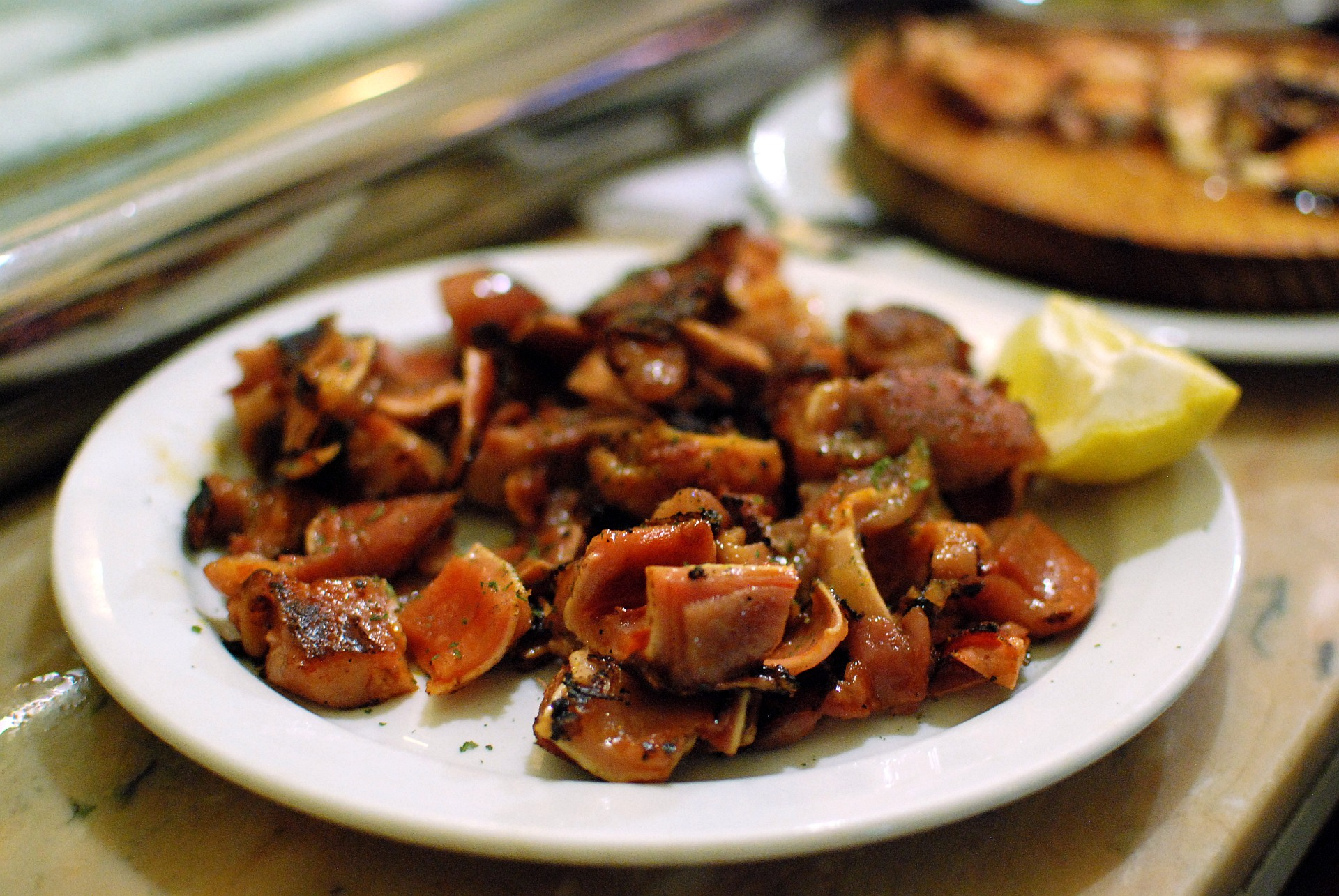
Oreja de Cerdo in Madrid, Spanien

Schweinsohren, als Nahrungsmittel für den Menschen, sind die gegarten Ohren des Hausschweins. Sie sind weltweit in zahlreichen Gerichten vertreten.

## Deutschland
Besonders in Süddeutschland werden Schweineohren zusammen mit Schweinebacken in Metzelsuppe gekocht von Metzgereien zum Verzehr angeboten.

## Chinesische Küche

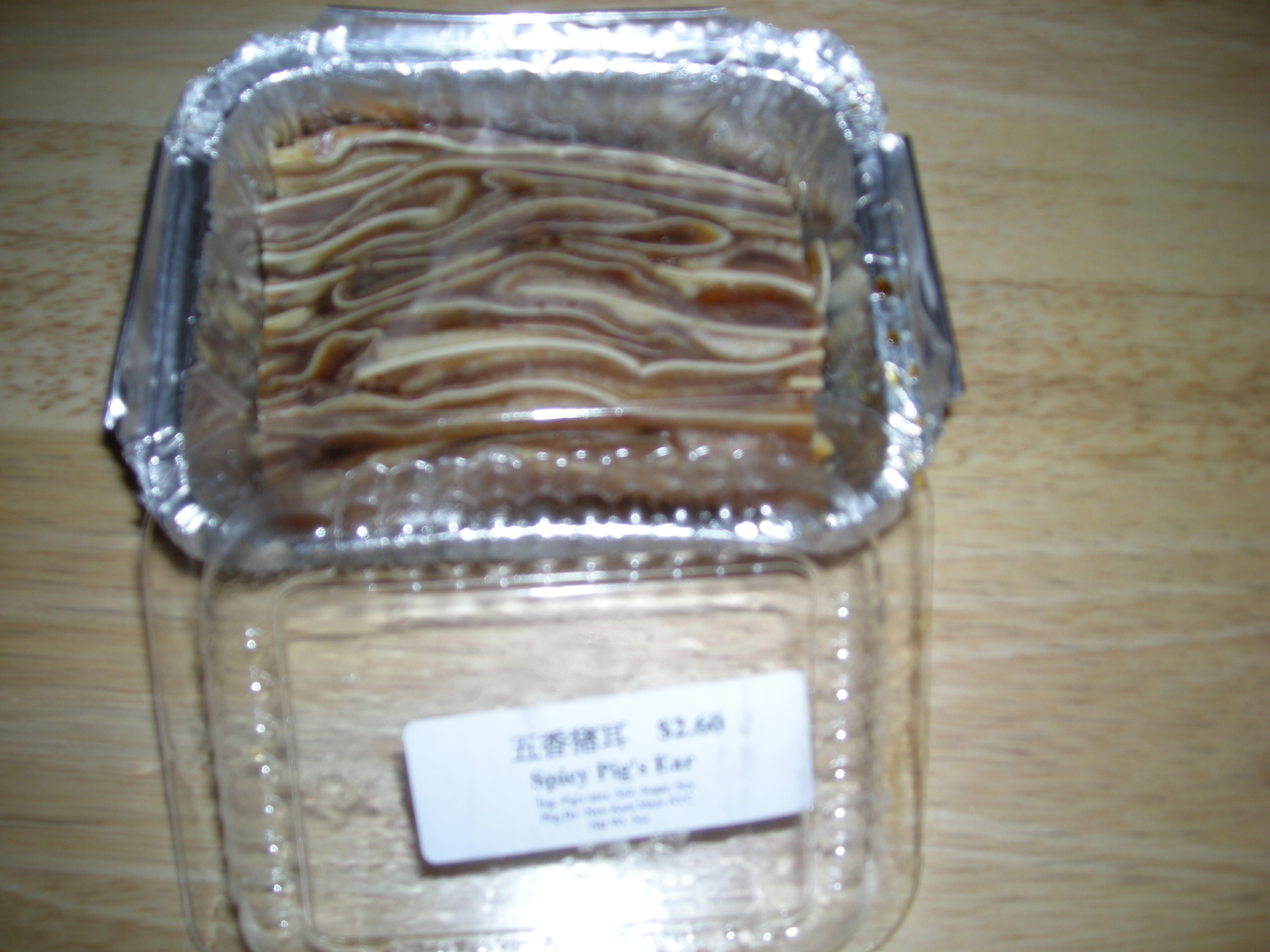
Aufbereitung von Schweinsohren in rechteckigen Scheiben

### Allgemein
In der chinesischen Küche dienen Schweinsohren häufig als Vorspeise oder Beilage, genannt 豬耳朵 (Pinyin: zhū ěr duo, ‚Schweinsohr‘). Schweinsohren können auf Chinesisch schlicht mit den Schriftzeichen 豬耳 abgekürzt werden. In einigen Regionen werden sie mit 层层脆 (ceng ceng cui, dt. etwa ‚knusprige Schichten‘) bezeichnet. Sie können zunächst geschmort oder gekocht, in dünne Scheiben geschnitten und zusammen mit Sojasoße oder Chilipaste serviert werden. Werden Schweinsohren gekocht ist ihre äußere Struktur gelatineartig, an Tofu erinnernd, während das innere Knorpelgewebe knusprig ist. Schweinsohren können warm oder kalt genossen werden.

### Kantonesische Küche
In der kantonesischen Küche dienen Schweinsohren als Zutat für Lu Mei. In diesem Gericht werden alle genießbaren Teile des Schweins verwendet. Schweinsohren (wie auch Lu Mei) werden im Allgemeinen nicht als Delikatessen betrachtet.

## Japanische Küche

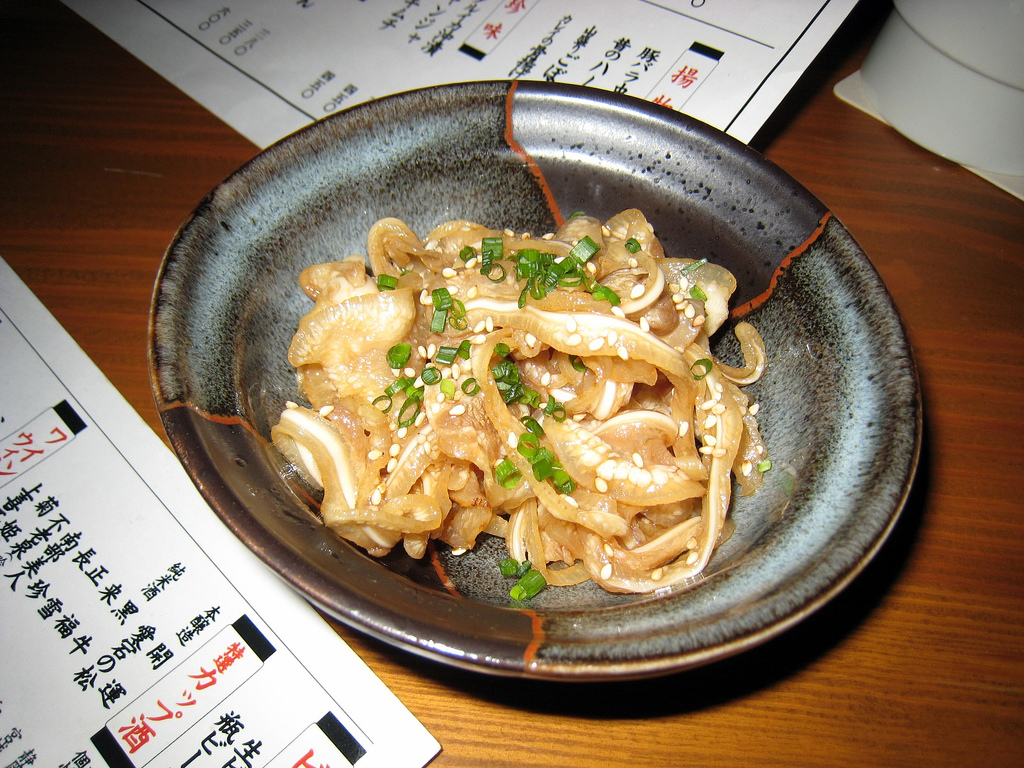
Mimigaa (ミミガー)

In der Küche der Inselgruppe Okinawa bezeichnet man Schweinsohren mit mimigaa (ミミガー). Sie werden gekocht oder mariniert und mit Essig oder als Sashimi serviert.

## US-amerikanische Küche
Schweinsohren gehören zur Esskultur des Soul Food, das seinen Ursprung bei den Afroamerikanern des Südens der Vereinigten Staaten hat.

## Philippinische Küche
Auf den Philippinen kommen Schweinsohren häufig als Zutat in einem Gericht namens Sisig vor.

## Spanische Küche
In der spanischen Küche werden Schweinsohren gebraten als Oreja de Cerdo, in Form von Tapas oder gekocht in vielen Eintopf- und Cocido-Varianten serviert.

## Bulgarische Küche
In Bulgarien werden Schweinsohren häufig begleitend zu Bier oder Wein gegessen. Sie werden zunächst gekocht dann gegrillt, mit Zitronensaft, Sojasoße, Salz und Pfeffer serviert.

## Vietnamesische Küche
In der vietnamesischen Küche werden Schweinsohren in dünne Scheiben geschnitten und mit geröstetem, feinem Reismehl vermengt. Sie können dann entweder pur oder in Reispapier gewickelt mit Kräutern und vietnamesischer Tunke (nước chấm) genossen werden.

## Tiernahrung
Es gibt spezielle Schweinsohren für Hunde. Sie dienen als Hundefutter und Kaumaterial.